# Secrétaire d'État à l'Environnement, à l'Alimentation et aux Affaires rurales
Le secrétaire d'État à l'Environnement, à l'Alimentation et aux Affaires rurales (en anglais : Secretary of State for Environment, Food and Rural Affairs, communément appelé Environment Secretary) est le secrétaire d'État placé à la tête du département de l'Environnement, de l'Alimentation et des Affaires rurales au Royaume-Uni.
L'actuel titulaire de ce poste est, depuis le 5 juillet 2024, le travailliste Steve Reed.

## Historique
La fonction de secrétaire d'État à l'Environnement, à l'Alimentation et aux Affaires rurales est créée le 8 juin 2001, lors du début du deuxième mandat de Tony Blair. Elle fusionne alors les postes de secrétaire d'État à l'Environnement, aux Transports et aux Régions (en) et de ministre de l'Agriculture, de la Pêche et de l'Alimentation (en). Son titulaire prend la tête du département de l'Environnement, de l'Alimentation et des Affaires rurales (Department for Environment, Food and Rural Affairs, DEFRA).

### Liste
| Nom | Nom               | Nom | Dates du mandat  | Dates du mandat  | Parti politique | Gouvernement    |
| --- | ----------------- | --- | ---------------- | ---------------- | --------------- | --------------- |
|     | Margaret Beckett  |     | 8 juin 2001      | 5 mai 2006       | Labour          | Blair II et III |
|     | David Miliband    |     | 5 mai 2006       | 27 juin 2007     | Labour          | Blair III       |
|     | Hilary Benn       |     | 28 juin 2007     | 11 mai 2010      | Labour          | Brown           |
|     | Caroline Spelman  |     | 12 mai 2010      | 4 septembre 2012 | Conservateur    | Cameron I       |
|     | Owen Paterson     |     | 4 septembre 2012 | 14 juillet 2014  | Conservateur    | Cameron I       |
|     | Liz Truss         |     | 15 juillet 2014  | 14 juillet 2016  | Conservateur    | Cameron I et II |
|     | Andrea Leadsom    |     | 14 juillet 2016  | 11 juin 2017     | Conservateur    | May I           |
|     | Michael Gove      |     | 11 juin 2017     | 24 juillet 2019  | Conservateur    | May II          |
|     | Theresa Villiers  |     | 24 juillet 2019  | 13 février 2020  | Conservateur    | Johnson I et II |
|     | George Eustice    |     | 13 février 2020  | 6 septembre 2022 | Conservateur    | Johnson II      |
|     | Ranil Jayawardena |     | 6 septembre 2022 | 25 octobre 2022  | Conservateur    | Truss           |
|     | Thérèse Coffey    |     | 25 octobre 2022  | 13 novembre 2023 | Conservateur    | Sunak           |
|     | Stephen Barclay   |     | 13 novembre 2023 | 5 juillet 2024   | Conservateur    | Sunak           |
|     | Steve Reed        |     | 5 juillet 2024   | En cours         | Labour          | Starmer         |